# Alessandro Bonvicino
Alessandro Bonvicino či Buonvicino zvaný též il Moretto, Alessandro Moretto nebo Moretto da Brescia (kolem 1490 nebo 1498 Brescia – prosinec 1554 Brescia) byl italský malíř. Jeho učitelem byl Fioravante Feramola. Samostatně začal Alessandro Bonvicino působit roku 1516 a většinu života strávil v Brescii, kde patřil k tamní honoraci.

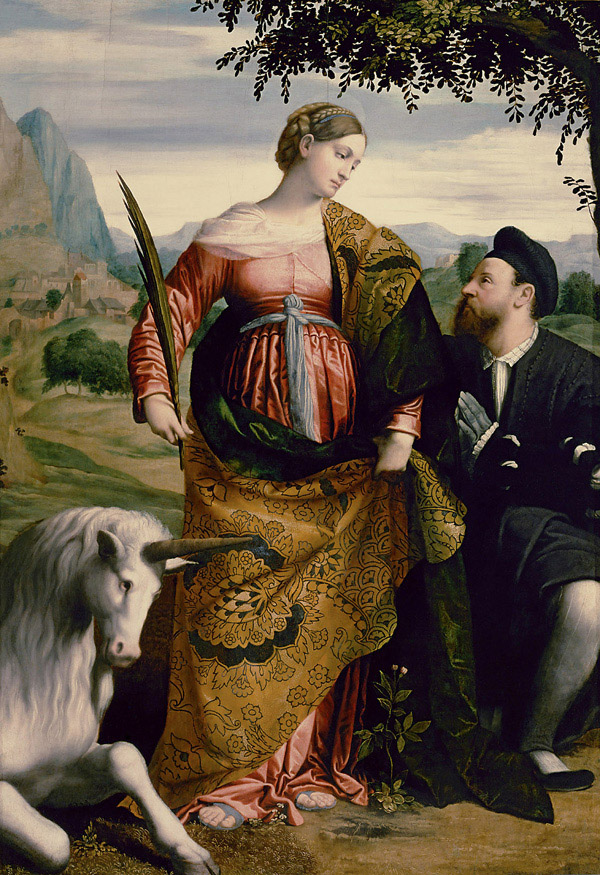
Alessandro Bonvicino: Sv. Justina a donor, Uměleckohistorické muzeum Vídeň

Většinu Morettova díla tvoří oltářní obrazy, většinou na plátně, některé na dřevě. Vytvořil také několik portrétů; jeho Portrét muže (1526, Národní galerie Londýn) je zřejmě prvním italským samostatným portrétem, který ukazuje celou postavu.